# Simonton Lake
Simonton Lake és una concentració de població designada pel cens dels Estats Units a l'estat d'Indiana. Segons el cens del 2000 tenia 4.053 habitants.

## Demografia
Segons el cens del 2000, Simonton Lake tenia 4.053 habitants, 1.567 habitatges, i 1.181 famílies. La densitat de població era de 480 habitants/km².
Dels 1.567 habitatges en un 31,8% hi vivien nens de menys de 18 anys, en un 64,2% hi vivien parelles casades, en un 7,4% dones solteres, i en un 24,6% no eren unitats familiars. En el 19,5% dels habitatges hi vivien persones soles el 6,6% de les quals corresponia a persones de 65 anys o més que vivien soles. El nombre mitjà de persones vivint en cada habitatge era de 2,59 i el nombre mitjà de persones que vivien en cada família era de 2,96.
Per edats la població es repartia de la següent manera: un 24,6% tenia menys de 18 anys, un 6,4% entre 18 i 24, un 28,4% entre 25 i 44, un 28,7% de 45 a 60 i un 11,9% 65 anys o més.
L'edat mediana era de 39 anys. Per cada 100 dones de 18 o més anys hi havia 98,8 homes.
La renda mediana per habitatge era de 56.539 $ i la renda mediana per família de 58.359 $. Els homes tenien una renda mediana de 41.688 $ mentre que les dones 26.901 $. La renda per capita de la població era de 27.327 $. Entorn del 2,4% de les famílies i el 2,8% de la població estaven per davall del llindar de pobresa.

## Poblacions més properes
El següent diagrama mostra les poblacions més properes.